# Mot
Mot (Movimientos orgánicos telúricos) es una serie de historietas infantiles creadas en 1988 por el guionista Nacho Moreno y el dibujante Alfonso Azpiri para "El Pequeño País", adaptada a videojuego y serie de animación.

## Trayectoria editorial
Mot se publicó por primera vez el 10 de abril de 1988. Se recopiló en cinco volúmenes editados por el propio El país , cuyas ventas conjuntas superaron los 200.000 ejemplares:.
- 1989 Mot (seriado en El Pequeño País, nºs 332-348, 1988)
- 1989 Mot y el coleccionista (seriado en El Pequeño País, nºs 353-373, 1988-89)
- 1990 Mot y el castillo maldito (seriado en El Pequeño País, nºs 379-400, 1989)
- 1990 Mot, New York, New York (seriado en El Pequeño País, nºs 407-329, 1989-90)
- 1990 Mot, ¿Nunca Jamás? (seriado en El Pequeño País, nºs 435-356, 1990)

Estos primeros cinco álbumes en tapa dura se promocionaron en el interior de las páginas de El Pequeño País. Los números 389 a 391 (mayo de 1989) anunciaron la llegada del primer álbum con un anuncio en el que aparecía una caja de quesitos (o de dulce de membrillo), cada uno de ellos con una etiqueta con la efigie del monstruo, junto al mensaje: “Si te gustó en porciones...¡imagínatelo en álbum!”. En los números 395 a 400 apareció un anuncio de Mot en bañador publicitando la llegada del segundo álbum (“Mot y el coleccionista”). El eslogan en dicha ocasión fue un simple “Veranéatelo”, ya que dichos números aparecieron en los meses veraniegos (junio/julio de 1989). El tercero de los álbumes de la serie se anunció en las últimas semanas de ese mismo año, en los números 420 a 422 de El Pequeño País (diciembre de 1989), y para ello Azpiri dibujó una preciosa ilustración: Mot aparecía, por triplicado, emulando a los “Tres Reyes Majos”, que fue la consigna del anuncio en aquella ocasión. Aunque los álbumes cuarto y quinto también se anunciaron en las páginas interiores de El Pequeño País a lo largo de 1990 (en los números 452-453 y 458-469 respectivamente), lamentablemente no contaron con ningún dibujo exclusivo del dibujante.
Entre el 2008 y el 2009 Planeta DeAgostini reeditó la obra en dos integrales (con portadas inéditas). En el segundo volumen se incluyó la sexta aventura del personaje, El aprendiz de brujo (1996), seriado en El Pequeño País, nºs 757-767 (1996).

## Adaptaciones a otros medios
Opera Soft la adaptó a videojuego para ordenadores en 1989 y L'Studio-Canal Plus Internacional produjo una serie de 26 capítulos de 30 minutos cada uno en 1996.